# Besköl (ort i Kazakstan)
Besköl är en ort i Kazakstan.   Den ligger i oblystet Almaty, i den östra delen av landet, 900 km sydost om huvudstaden Astana. Besköl ligger 393 meter över havet och antalet invånare är 4 000.
Terrängen runt Besköl är platt. Runt Besköl är det mycket glesbefolkat, med 3 invånare per kvadratkilometer. Närmaste större samhälle är Üsharal, 11,9 km väster om Besköl. Trakten runt Besköl består i huvudsak av gräsmarker.